# Keban Agung (Kisam Ilir)
Keban Agung is een bestuurslaag in het regentschap Ogan Komering Ulu Selatan van de provincie Zuid-Sumatra, Indonesië. Keban Agung telt 636 inwoners (volkstelling 2010).